# 錫芒杜山
08°32′N 08°54′W / 8.533°N 8.900°W

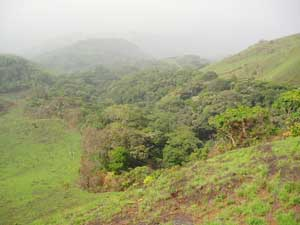

錫芒杜山是畿內亞的山脈，位於該國東南部，橫跨恩澤雷科雷大區和康康大區，全長110公里，最高點海拔高度1,658米，山體由石蠟岩、千枚岩和石英岩組成。